# آشوت پالانچیان
آشوت پالانچیان (ارمنی: Աշոտ Փալանջյան؛  زادهٔ ۱۶ سپتامبر ۱۸۹۵ - درگذشته ۲۲ ژوئن ۱۹۷۹)طنزپرداز و مترجم اهل ارمنستان بود.

## زندگی‌نامه
وی در ۱۶ سپتامبر ۱۸۹۵ در قارص به دنیا آمد . وی عضو اتحادیه نویسندگان شوروی بود. همچنین برندهٔ جوایزی همچون چهره فرهنگی شایسته ارمنستان شوروی شده است. وی در ۲۲ ژوئن ۱۹۷۹ در سن ۸۳ سالگی در ایروان درگذشت.